# Duda (portugalski piłkarz)
Duda, właśc. Sergio Paulo Barbosa Valente (ur. 27 czerwca 1980 w Porto) – portugalski piłkarz, grający na pozycji pomocnika.

## Kariera klubowa
Duda urodził się w Porto, ale piłkarską karierę rozpoczął w Guimarães, w tamtejszym klubie Vitória SC. W jego barwach nie zadebiutował jednak w Superlidze i występował jedynie w drużynach młodzieżowych i rezerwach. W 1999 roku Sergio wyjechał do Hiszpanii i został zawodnikiem drugoligowego Cádizu. Tam grał przez dwa lata, a w sezonie 2000/2001 strzelił 13 goli w lidze.
Dobra gra w zespole z Kadyksu zaowocowała latem 2001 roku transferem Dudy do pierwszoligowej Málagi. W ekstraklasie Hiszpanii zawodnik zadebiutował 29 września w przegranym 1:2 spotkaniu z Athletic Bilbao. W Máladze nie wywalczył jednak miejsca w podstawowym składzie i w 2002 roku został wypożyczony do Levante UD z Segunda División. W sezonie 2003/2004 znów grał w drużynie „Boquerones”. W dwóch kolejnych sezonach zajął z nią 10. miejsce w La Liga, ale w sezonie 2005/2006 spadł do drugiej ligi.
Latem 2006 dość nieoczekiwanie Duda podpisał kontrakt z czołowym zespołem kraju, Sevillą. Swój pierwszy mecz w jej barwach rozegrał 17 września, a Sevilla pokonała w derbach Real Betis 3:2. W zespole Sevilli został rezerwowym dla Brazylijczyka Adriano. W 2007 roku wywalczył Puchar UEFA, Puchar Hiszpanii, a także 3. pozycję w lidze. Latem 2008 roku został wypożyczony do beniaminka Primera Division, Málagi. Stał się jego podstawowym piłkarzem, a po zakończeniu rozgrywek działacze Málagi wykupili go z Sevilli na stałe.
| Sezon   | Klub       | Kraj       | Rozgrywki        | Mecze | Bramki |
| ------- | ---------- | ---------- | ---------------- | ----- | ------ |
| 1998/99 | Vitória SC | Portugalia | Superliga        | 0     | 0      |
| 1999/00 | Cádiz CF   | Hiszpania  | Segunda División | 8     | 0      |
| 2000/01 | Cádiz CF   | Hiszpania  | Segunda División | 28    | 13     |
| 2001/02 | Málaga CF  | Hiszpania  | Primera División | 9     | 1      |
| 2002/03 | Levante UD | Hiszpania  | Segunda División | 19    | 2      |
| 2003/04 | Málaga CF  | Hiszpania  | Primera División | 35    | 4      |
| 2004/05 | Málaga CF  | Hiszpania  | Primera División | 35    | 4      |
| 2005/06 | Málaga CF  | Hiszpania  | Primera División | 14    | 4      |
| 2006/07 | Sevilla FC | Hiszpania  | Primera División | 11    | 0      |
| 2007/08 | Sevilla FC | Hiszpania  | Primera División | 17    | 0      |
| 2008/09 | Málaga CF  | Hiszpania  | Primera División | 35    | 5      |
| 2009/10 | Málaga CF  | Hiszpania  | Primera División | 34    | 8      |
| 2010/11 | Málaga CF  | Hiszpania  | Primera División | 20    | 3      |
| 2011/12 | Málaga CF  | Hiszpania  | Primera División | 25    | 1      |
| 2012/13 | Málaga CF  | Hiszpania  | Primera División | 17    | 0      |
| 2013/14 | Málaga CF  | Hiszpania  | Primera División | 24    | 2      |
| 2014/15 | Málaga CF  | Hiszpania  | Primera División | 24    | 1      |
| 2015/16 | Málaga CF  | Hiszpania  | Primera División | 26    | 1      |
| 2016/17 | Málaga CF  | Hiszpania  | Primera División | 15    | 1      |

## Kariera reprezentacyjna
W 1999 roku wraz z młodzieżową reprezentacją Portugalii U-18 Duda wywalczył mistrzostwo Europy U-18. W pierwszej reprezentacji zadebiutował 2 czerwca 2007 w wygranym 2:1 wyjazdowym meczu z Belgią, rozegranym w ramach eliminacji do Euro 2008. W 86. minucie meczu zmienił Naniego.